# Пятый Толедский собор
Пятый Толедский собор (лат. Concilium Toletanum V) был созван королем вестготов Хинтилой и открылся 30 июня 636 года в церкви Святой Леокадии в Толедо. В нем приняли участие двадцать два епископа и два епископских представителя. Епископы Нарбонской Галлии отсутствовали, скорее всего, по политическим причинам.
Первым актом собора было предоставление особой защиты личностям короля и его семьи. Что касается этих и королевских выборов, совет издал следующие декреты:
1. В королевских выборах могла участвовать только высшая военная знать и вестготское священство.
2. Потомки короля имели право пользоваться имуществом, справедливо приобретённым королем и завещанным им. Анафему предавали тем, кто донимал короля или причинял ему вред. Ближайшие советники короля также были защищены во владении имуществом, подаренным им их королевским покровителем.
3. Те, кто советовался с провидцами, чтобы узнать будущее короля, кто проклял короля, или кто замышлял или собирался посадить на трон другого, будут отлучены от церкви. Предавались анафеме и те, кто стремился к престолу без должного избрания.
4. Собор установил три дня ектений с 13 по 15 декабря каждого года.

Однако постановления соборов не достигли своей главной политической цели — упрочить положение короля на троне и положить конец внутренним интригам. Хинтиле по-прежнему приходилось бороться с инакомыслящими. В 638 году Хинтила был вынужден созвать Шестой Толедский собор.